# Ihre Kinder
Ihre Kinder war eine deutsche Rockband der späten 1960er und vor allem der frühen 1970er Jahre aus Nürnberg. Sie gilt als Pionier der deutschsprachigen Rockmusik. Sie wird dem Krautrock zugeschrieben. Ihre Musik beinhaltete jedoch Elemente aus klassischem Rock, Folk und Jazzrock.

## Gründung
Die Urbesetzung von Ihre Kinder ging aus zwei verschiedenen Nürnberger Bands hervor, die ursprünglich ausschließlich in englischer Sprache sangen: Zum einen war das die Gruppe Jonah & The Whales, die Mitte der 1960er Jahre in Nürnberg gegründet wurde und es mit ihrer Singleveröffentlichung It’s Great 1966 zu einer gewissen lokalen Berühmtheit brachte. Mitglieder von Jonah & The Whales waren Sonny Hennig (Gesang, Piano), Günter Gast (Bass), Wolfram Stumm (1. Gitarre), Ernst Schultz (2. Gitarre) und Roland Multhaupt (Schlagzeug). Finanziert wurde die Gruppe durch Jonas Porst, Sohn des Unternehmers Hannsheinz Porst. Trotz großer lokaler Beliebtheit und einer Schallplattenveröffentlichung lösten sich Jonah & The Whales Ende der Sechziger wieder auf.
Im Jahr 1968 gründeten Hennig und Porst eine neue Gruppe, bestehend aus Hennig, Muck Groh (Gitarre), Karl Mack (Bass), Peter Schmidt (Schlagzeug) und Georg Meyer (Flöte, Gesang). Porst trat auch hier als Geldgeber und Produzent auf. Ziel der Band war es, Rockmusik in deutscher Sprache zu entwickeln. Hervorgegangen war diese Gruppe wiederum aus der Formation Empire State Band, deren Repertoire aus gängigen Rhythm-and-Blues-Stücken bestand, welche die Gruppe vornehmlich in Clubs spielte, die von amerikanischen Soldaten besucht wurden.
Mit der ersten gleichnamigen LP benannte sich die Band 1969 in Ihre Kinder um. Mack war nun durch Walter „Walti“ Schneider am Bass abgelöst worden, Schmidt wurde durch Roland „Olders“ Frenzel am Schlagzeug ersetzt.
Bei der Veröffentlichung ihrer ersten LP bestanden Ihre Kinder aus folgenden Mitgliedern: Muck Groh, Sonny Hennig (* 4. März 1946 in Mühlhausen/Thüringen; † 18. August 2019 in Nürnberg), Georg Meyer, Walter „Walti“ Schneider (* 9. Juni 1947 in Nürnberg; † 28. Februar 2013,) Olders Frenzel (* 19. März 1950) und Claudia Hoff, die unter dem Künstlernamen Judith Brigger auftrat.
Ernst Schultz und Tommi Roeder (* 4. November 1950 in Bad Cannstatt) kamen später hinzu.

## Geschichte
Mit ihrer ersten Veröffentlichung im Jahr 1969 beschlossen Ihre Kinder, Lieder mit ausschließlich deutschen Texten mit Rockmusik zu verbinden. Wegen der mangelnden Akzeptanz bei Plattenfirmen – Rockmusik war damals ausschließlich englisch singenden Musikgruppen vorbehalten – produzierten sie ihre erste LP Ihre Kinder selbst (unterstützt durch Jonas Porst). Da durch diese Eigeninitiative Produktionskosten entfielen, kamen sie an einen Plattenvertrag, doch die LP floppte. 1970 nahm sie die neu gegründete Münchner Plattenfirma Kuckuck unter Vertrag und produzierte mit ihnen das Album Leere Hände (nicht ohne sicherheitshalber für alle Stücke eine englischsprachige Version anzufertigen). Auf diesem Label erschienen dann bis zu ihrer Auflösung 1973 die weiteren Alben 004, Werdohl und Anfang ohne Ende.
Einer der Karrierehöhepunkte für Ihre Kinder war ihr Auftritt in der von Dietmar Schönherr und Vivi Bach moderierten Samstagabendfernsehsendung Wünsch Dir was. Die Band trat im sogenannten Showblock der Sendung auf, die am 19. Dezember 1970 aus der Rhein-Main-Halle in Wiesbaden gesendet wurde. Dort präsentierte die Gruppe im Wechsel mit der Popband Bee Gees ihre Songs Leere Hände und Menschen wie Sand am Meer, woraufhin es laut Sonny Henning zu wütenden Zuschauerprotesten kam.
Vor Veröffentlichung von Leere Hände kam es zu einem Rechtsstreit zwischen Jonas Porst und Sonny Hennig um die Verwendung des Bandnamens Ihre Kinder.
Bekannt war die Band für ihre komplexen, aber auch engagierten Texte zu Themen wie Drogenmissbrauch, Apartheid, Haft, Kriegsopfer usw.
In Star Szene ’77 ist abschließend zu lesen:
„… Welche Pionierarbeit die Gruppe damals leistete wird klar, wenn man den Erfolg von Udo Lindenberg sieht. ‚Ihre Kinder‘ waren die erste deutsche Gruppe, die Rock spielte und deutsche Texte brachte …“
Zwischen 1982 und 1984 fanden sich Ihre Kinder in Originalbesetzung wieder zusammen. Daraus gingen die LPs live '82 und Heute hervor. Anschließende Versuche, mit wechselnden Musikern Tritt zu fassen, scheiterten. 2000 kamen sie noch einmal zu einem Konzert sowie beim Nürnberger Bardentreffen mit allen bisherigen Mitgliedern der Band in Nürnberg zusammen.
Der Gitarrist Muck Groh gründete nach seinem Ausscheiden die Jazzrock-Band Aera und spielt seit 2007 mit seiner Band Neue Aera.

## Gescheiterte Zusammenarbeit mit Klaus Kinski
In seinen Memoiren beschreibt der Ihre-Kinder-Frontmann Sonny Hennig ausführlich seine Begegnung mit dem Schauspieler Klaus Kinski, die sich Ende des Jahres 1971 in München zugetragen haben soll: Kinski habe zu diesem Zeitpunkt in Vorbereitung auf sein Bühnenprogramm Jesus Christus Erlöser geplant, neben vom Neuen Testament inspirierten Texten auch musikalische Einlagen vorzutragen. Durch Zufall sei Kinski auf die Musik von Ihre Kinder und Hennigs Soloalbum Tränengas gestoßen und sei sofort begeistert gewesen. Im Folgenden habe Kinski zusammen mit Hennig und weiteren Musikern, die auch auf Tränengas als Studiomusiker mitgewirkt hatten und zum Teil bei Ihre Kinder spielten, in einer Münchener Diskothek intensiv an 16 Songs gearbeitet. Aufgrund mangelnder Musikalität Kinskis und fehlender Vorbereitungszeit sei die Zusammenarbeit aber letztlich gescheitert.

## Bedeutung für den Deutschrock
Ihre Kinder gelten neben Ton Steine Scherben als eine der ersten Rockgruppen, die ausschließlich in deutscher Sprache sangen. Größen wie Udo Lindenberg sollen sich ausdrücklich auf Ihre Kinder als Vorbild berufen haben.
Wolfgang Niedecken, Sänger von BAP, sieht in Ihre Kinder heute die Wegbereiter des Deutschrocks: „Die Ersten, die ich mitbekommen habe, waren Ihre Kinder, die ja die Pioniere waren, was deutschsprachige Rockmusik anbelangte.“
Sonny Hennig, Gründungsmitglied und langjähriges Sprachrohr von Ihre Kinder, schreibt in seinen Erinnerungen über die anfänglichen Schwierigkeiten, Rockmusik in deutscher Sprache zu machen: „Wenn man wie ich jahrelang englisch gesungen hatte, war es wie ein Kulturschock deutsch zu singen. Ich war bei den ersten Versuchen so verunsichert, dass ich den Rest der Band aus dem Proberaum schickte. Ich will es mal so erklären – es ist viel einfacher zu singen ‚Baby please don’t go‘ als ‚Schatz bitte verlass mich nicht‘“.
Die deutsche Ausgabe der Musikzeitschrift Rolling Stone beschreibt den Titelsong des Ihre-Kinder-Albums Leere Hände wie folgt: „Ein frühes Kleinod der Nürnberger Band um Ernst Schultz und Sonny Hennig. ‚Leere Hände‘ von 1970 verbindet britische Folk- und Rock-Einflüsse mit einer Natürlichkeit, die in der deutschen Musiklandschaft eine Seltenheit ist.“

## Auszeichnungen
Im Oktober 2014 wurde die Band für ihre Pionierleistung, anspruchsvolle deutsche Texte mit Rockmusik zu verbinden, mit dem IHK-Kulturpreis für Literatur der Industrie- und Handelskammer Nürnberg für Mittelfranken ausgezeichnet.

## Diskografie

### Alben
| Jahr | Titel Musiklabel                                                              | Anmerkungen                                                             |
| ---- | ----------------------------------------------------------------------------- | ----------------------------------------------------------------------- |
| 1969 | Ihre Kinder Philips 844.393 PY                                                | Erstveröffentlichung: 1969 Studioalbum                                  |
| 1970 | Leere Hände Empty Hands (Englische Version) Kuckuck 2375001 / Polydor 2371165 | Erstveröffentlichung: 1970 Studioalbum                                  |
| 1970 | 2375004 Kuckuck 2375004                                                       | Erstveröffentlichung: 1970 Studioalbum                                  |
| 1971 | Werdohl Kuckuck 2375013                                                       | Erstveröffentlichung: 1971 Studioalbum                                  |
| 1972 | Anfang ohne Ende Kuckuck 2375016                                              | Erstveröffentlichung: 1972 Studioalbum                                  |
| 1972 | Pop History Vol. 24 Polydor 2634 018                                          | Erstveröffentlichung: 1972 Kompilation                                  |
| 1975 | The Greatest Rock Sensation Karussell 2415 335                                | Erstveröffentlichung: 1975 Kompilation                                  |
| 1978 | Meistersinger & Ihre Kinder Meistersinger Musikproduktion 01001               | Erstveröffentlichung: 1978 Studioalbum; als Meistersinger & Ihre Kinder |
| 1979 | Die Fahrt zum Mond Meistersinger Musikproduktion 01004                        | Erstveröffentlichung: 1979 Studioalbum; als Meistersinger & Ihre Kinder |
| 1982 | Live ’82 Ohr Today OMM 560.001                                                | Erstveröffentlichung: 1982 Livealbum                                    |
| 1984 | Heute Virgin Records 206 678                                                  | Erstveröffentlichung: 1984 Studioalbum                                  |

### Singles
| Jahr | Titel Album                           | Anmerkungen                                               |
| ---- | ------------------------------------- | --------------------------------------------------------- |
| 1966 | It’s Great –                          | Erstveröffentlichung: April 1966 als Jonah and The Whales |
| 1970 | Hilf mir Leere Hände                  | Erstveröffentlichung: 1970 Promo-Single                   |
| 1971 | Die graue Stadt Werdohl               | Erstveröffentlichung: 1971                                |
| 1971 | Spinne im Netz Pop History Vol. 24    | Erstveröffentlichung: 1971                                |
| 1971 | Fließbandlied Anfang ohne Ende        | Erstveröffentlichung: 1971                                |
| 1971 | The Dice / God’s Own Land Empty Hands | Erstveröffentlichung: 1971 Split-Single mit Eternity      |
| 1984 | Kalenderblatt Heute                   | Erstveröffentlichung: 1984                                |